# Lill-Fanasjön
Lill-Fanasjön är en sjö i Umeå kommun i Västerbotten och ingår i Dalkarlsån-Sävaråns kustområde.